# Скати (село)
Ска́ти (рос. Скаты) — село у складі Білозерського району Курганської області, Росія. Адміністративний центр Скатинської сільської ради.
Населення — 346 осіб (2010, 382 у 2002).

## Люди
В селі народилася Кудряшова Клавдія Андріївна (нар. 1927) — українська художниця.